# Thermosara flavipuncta
Thermosara flavipuncta là một loài bướm đêm trong họ Noctuidae.